# 巴里利夫
50°20′28″N 24°51′59″E / 50.34111°N 24.86639°E
巴里利夫（烏克蘭語：Барилів），是烏克蘭西部的村莊，隸屬利維夫州的舍普季茨基區。該村始建於1575年，面積1.48平方公里，海拔高度203米，2021年人口295，人口密度每平方公里288.51人。